# Архиерейское совещание
Архиере́йское совеща́ние — совещание иерархов Поместной православной церкви по тем или иным вопросам церковной жизни, не имеющее полномочий Поместного или Архиерейского собора.

## В Русской православной церкви
В Русской Церкви высшая власть изначально принадлежала митрополиту с Собором епископов. После провозглашения автокефалии Русской Церкви митрополиты созывали епископов на Соборы и председательствовали на них. Вместе с Собором митрополит открывал новые епископские кафедры, вершил церковный суд. Принято было за правило, чтобы архиереи собирались в Москву для совещаний не реже одного раза в год. При необходимости епископы собирались чаще. При этом термина «архиерейское совещание» не существовало. Подобные встречи епископов именовались соборами. Соборы Московской эпохи традиционно именовались Освященными соборами.
Событием эпохального значения для Русской православной церкви стал Поместный собор 1917—1918 годов в составе епископов, клириков и мирян. Именно этот собор разграничил понятия Помесный собор, Архиерейский собор и архиерейское совещание, а до этого всё это называлось одним словом собор. Миряне составляли большинство членов этого собора, но устав Собора наделил особыми полномочиями епископов, участвующих в деяниях Собора, которые составили действовавшее в рамках Собора особое Епископское совещание, имевшее власть отменить, пересмотреть или отредактировать любое постановление Собора в полном составе без последующего его пересмотра на пленарном заседании. Епископское совещание широко пользовалось этим своим правом, внося существенные изменения в тексты ряда соборных определений, принимавшихся на пленарных заседаниях, и сообщая им таким образом окончательную редакцию.
Наиболее значимое архиерейское совещание Русской православной церкви в XX веке состоялось 12 апреля 1925 года в составе 60 епископов, прибывших на погребение Патриарха Тихона. На этом совещании было вскрыто и оглашено завещание почившего Патриарха, составленное на случай невозможности предусмотренного определением Поместного Собора «О порядке избрания Святейшего Патриарха» созыва Собора для избрания Первосвятителя. Патриаршим Местоблюстителем на нём был избран Митрополит Крутицкий Петр (Полянский). По видимому стремление соблюсти все процедуры созыва Собора помещало назвать это совещание Архиерейским собором.
28 мая 1971 года в преддверии Поместного собора состоялось Архиерейское предсоборное совещание. 28 — 31 марта 1988 года в преддверии Поместного собора также прошло Архиерейское совещание.
Архиерейский собор, состоявшийся 13-16 августа 2000 года, принял новый «Устав Русской православной церкви», согласно которому изменился статус Архиерейского совещания, действующего в рамках Поместного Собора. Если ранее оно могло отменить постановление, принятое на заседании Поместного Собора только квалифицированным большинством в 2/3 голосов, то ныне для этого достаточно простого большинства.
В эпоху Патриарха Кирилла помимо архиерейских соборов, стали созываться и архиерейские совещания. Первое такое архиерейское совещание прошло 2 февраля 2010 года, причём в нём приняли участие в том числе некоторые архиереи, пребывающие на покое
По словам митрополита Санкт-Петербургского и Ладожского Варсонофия (Судакова):

Последние Архиерейские Соборы, которые прошли в 2011 и 2013 годах, приняли очень много постановлений для улучшения церковной жизни. Сегодня эти решения воплощаются. Понятно, что в каждой епархии это происходит в своем темпе. <…> Поэтому, прежде чем созвать очередной Архиерейский Собор, нам надо иметь некоторую картину того, как и где реализовались решения предыдущих Соборов.
Архиерейское совещание позволит нам выявить, где мы, куда идём, что сделано, что не сделано, какие препятствия существуют. Когда мы реализуем все решения тех Соборов, то, конечно, можно будет созвать и следующий Архиерейский Собор, чтобы предложить какое-то новое движение вперёд. А пока мы не разобрались со старым, мы не можем предлагать ещё новое — наши епархии не справятся с этим заданием. Поэтому на совещании в феврале мы будем подводить итоги выполнения решений Архиерейских Соборов 2011 и 2013 годов.
Разница между Архиерейским Собором и совещанием ещё и в том, что на Собор должны приехать все архиереи (сейчас их более 330), а на совещание архиереи съезжаются по своему желанию и возможности. Хотя мы приглашаем всех. И всем архиереям будут разосланы документы по итогам совещания.

2-3 февраля 2015 года в Храме Христа Спасителя в Москве под председательством Патриарха Московского и всея Руси Кирилла состоялось очередное Архиерейское совещание Русской Православной Церкви.
29 декабря 2022 года Священный Синод Русской православной церкви постановил созвать 19 июля 2023 года Архиерейское совещание в составе всех епархиальных и викарных архиереев епархий на территории России — в обязательном порядке, а также архиереев епархий в других странах — в зависимости от возможности, в связи с тем, что участие епископов Украинской и некоторых других самоуправляемых церквей и епархий в Архиерейском соборе на территории России не представляется возможным. Совещание состоялось в назначенное время.